# Bolesław Mucharski
Bolesław Mucharski, ps. „Lekarz” (ur. 10 maja 1914 w Łomży, zm. 12 kwietnia 1945 w Lublinie) – nauczyciel, w czasie II wojny światowej twórca i dowódca lubartowskiego oddziału Związku Odwetu i Kedywu, dowódca IV plutonu 8 pułku piechoty Legionów AK.

## W dwudziestoleciu międzywojennym
Bolesław Mucharski urodził się 10 maja 1914 r. Po ukończeniu szkoły powszechnej i Seminarium Nauczycielskiego w Łomży pracował jako nauczyciel na terenie powiatu łomżyńskiego.

## II wojna światowa
Po klęsce kampanii wrześniowej Łomża znalazła się pod okupacją Związku Radzieckiego. Bolesław wraz z bratem Antonim przedostali się do Lublina, gdzie w zakonie oo. kapucynów przebywał trzeci z braci, Jan. Wcześniej, w okupowanej Warszawie, Bolesław wstąpił do Służby Zwycięstwu Polski, przyjmując pseudonim Lekarz. Z Lublina przedostał się do Lubartowa, gdzie razem z bratem założył sklep, dający im obu utrzymanie, będąc jednocześnie konspiracyjnym punktem kontaktowym. Lekarz bowiem od przybycia do Lubartowa czynnie angażował się w działalność niepodległościową. Wkrótce założył w Lubartowie drużynę Związku Odwetu, podejmującego działalność dywersyjną skierowaną przeciwko Niemcom.

### Związek Odwetu i Kierownictwo Dywersji
Lubartowska drużyna Lekarza liczyła wtedy 10 osób. Podobne oddziały powstały również w Wandzinie i Zezulinie. Pierwsze akcje lubartowskiej drużyny to niszczenie drogowskazów na skrzyżowaniach w celach dezinformacji Niemców, zrywanie ogłoszeń i niszczenie sieci telekomunikacyjnej. W 1942 zniszczono kartoteki i listy osób przeznaczonych na przymusowe roboty w Niemczech, a także wykazy dostaw rolniczych dla okupanta. Rekwirowano również kurtki szyte dla niemieckich żołnierzy oraz kontyngenty żywności przeznaczone dla Niemców. Od 1943 niszczono niemieckie transporty kolejowe: w ciągu wojny dokonano około 20 takich akcji.
Kiedy w styczniu 1943 obowiązki prowadzenia dywersji i sabotażu przejęło Kierownictwo Dywersji Komendy Głównej Armii Krajowej (w skrócie Kedyw), oddział Bolesława Mucharskiego został włączony do tej nowej struktury. Był już wtedy bardzo dobrze zorganizowany-poza grupą bojową posiadał rozwiniętą siatkę informatorów, grupy odpowiedzialne za transport, zaopatrzenie w broń i materiały wybuchowe. Od listopada 1943 do końca kwietnia 1944 roku w skład oddziału wchodził cichociemny Jan Brzoza (właściwie Włodzimierz Klocek) ps. Nowy, aresztowany potem przez Niemców.

### IV pluton 8 pp Legionów AK
Wiosną 1944 roku, w ramach przygotowań do Akcji Burza, w obwodzie lubartowskim powstały trzy oddziały partyzanckie: oddział Zdzisława Brońskiego Uskoka, oddział Tadeusza Pośpiecha Brzechwy i oddział Bolesława Mucharskiego Lekarza, funkcjonujący jako IV pluton 8 pułku piechoty Legionów Armii Krajowej. Miejscem stacjonowania tego oddziału były głównie lasy kozłowieckie. Tam też oddział stoczył potyczkę z Niemcami, tracąc jednego zabitego i trzech rannych oraz zabijając lub raniąc 10-13 Niemców, w tym jednego oficera. Po wycofaniu się Niemców, 21 lub 22 lipca 1944 roku oddział, wraz z innymi lokalnymi jednostkami AK i 27 Wołyńską Dywizją Piechoty AK, wkroczył do Lubartowa, wyzwalając miasto. Po wkroczeniu do Lubartowa 23 lipca Sowietów, którzy rozbrajali i aresztowali żołnierzy AK, na początku sierpnia Lekarz podjął decyzję o rozformowaniu oddziału.

## Pod okupacją sowiecką
Wkrótce potem Bolesław Mucharski przedostał się do Lublina i pod nazwiskiem Antoni Lipiński kontynuował działalność konspiracyjną, tym razem skierowaną przeciw komunistom. Ukrywając się przed aresztowaniem, współpracował z Czesławem Rossińskim ps. Jemioła. Obaj brali udział w zebraniach, podczas których rozważano organizację przez Okręg AK Lublin zamachu na Bolesława Bieruta i Edwarda Osóbkę-Morawskiego. Planów tych jednak nie zrealizowano.
22 grudnia 1944 Bolesław Mucharski został aresztowany przez radzieckie służby i trafił do aresztu śledczego NKWD w Lublinie. Wraz z 10 współwięźniami przewieziono go na Zamek Lubelski. Całą jedenastkę oskarżono o przynależność do nielegalnej organizacji konspiracyjnej i planowania zamachu na Bieruta i Osóbkę-Morawskiego. Proces odbył się w dniach 6-9 kwietnia 1945 przed Wojskowym Sądem Okręgowym. Wszystkich oskarżonych skazano na karę śmierci. Wyrok został wykonany 12 kwietnia na Zamku Lubelskim. Żołnierzy pochowano na cmentarzu przy ulicy Unickiej w Lublinie.
9 maja 1990 Sąd Najwyższy w Warszawie uniewinnił wszystkich jedenastu członków AK, w tym Bolesława Mucharskiego.

## Upamiętnienie
- Imię ppor. Bolesława Mucharskiego nosi jedna z ulic w Lubartowie
- Od 2017 roku imię Bolesława Mucharskiego nosi 1 Lubartowska Drużyna Harcerzy "Huragan"